# Nikolaus Person
Nikolaus Person, Vorname auch Nicolaus, Nicolas oder Nicolaum, (* vor 1648 in Longwy, Lothringen; † 15. Juli 1710 in Mainz) war ein französisch-deutscher Kupferstecher, Architekt (Baumeister), Kartograph und Verleger, der nach Anfängen in Frankreich jahrzehntelang in Mainz gewirkt hat. Nicht nur auf ein Gebiet beschränkt, befasste er sich ausgiebig mit Festungsbau, ziviler Baukunst und kartographischer Arbeit. Nikolaus Person zählt zu den wesentlichen Kartographen des 17. Jahrhunderts in Deutschland.

## Betätigungsfelder
In Frankreich hat Nikolaus Person bis 1668 gearbeitet, hauptsächlich wohl im Dienst des Herzogs Karl IV. von Lothringen als Festungsbauer und Kartograph.

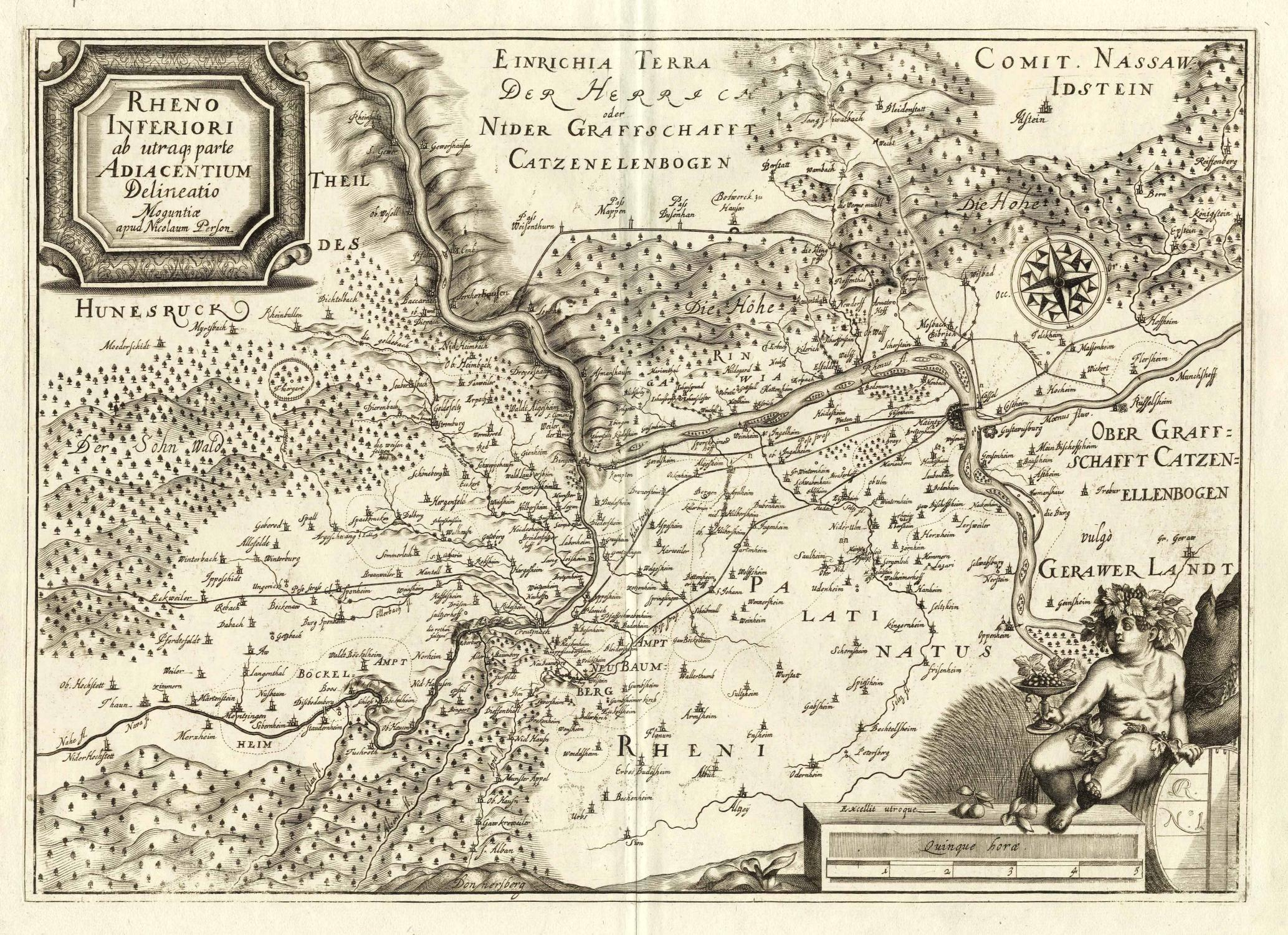
Rheno Inferiori ab utraque parte Adiacentium Delineatio (1694): Karte aus dem Atlas Novae Archiepiscopatus Moguntini Tabulae, die hauptsächlich die nordwestliche Pfalz zeigt

Nach 1668 arbeitete Nikolaus Person dann bis zu seinem Lebensende in Mainz und hat dort in dieser Zeit ein umfangreiches Werk geschaffen. So kartographierte er Gebiete des Erzbistums Mainz unter anderem in Hessen und Thüringen (Erfurter Staat). 1690 veröffentlichte er darüber den Atlas Novae Archiepiscopatus Moguntini Tabulae, der siebzehn Karten enthielt: Archiepis Copatus Moguntini Typus, Nova et Accurata Eisfeldiae, Territorii Erfurtensis, Ampt Naumburg in Hessen, Ampt Fritzlar in Hessen, Ampt Amoeneburg, Gericht Katzenberg in Hessen, Ampt Neustatt in Hessen, Locorum Moeno Mogono Adiacentium, Das Ampt Bischoffsheim und Krautheim, Das Ampt Amorbach, Allnfeldt und Neydenaw, Locurum Moeno Mogono, Reliquorum Moeno Mogono Adiacentium, Rheno Superiori ab una parte Adiacentium und Rheno Inferio ab utraqe parte Adiacentium. Das letzte Blatt, das Koblenz (Coblentz) und die nach Westen anschließenden Gebiete zeigt, ist unbenannt.

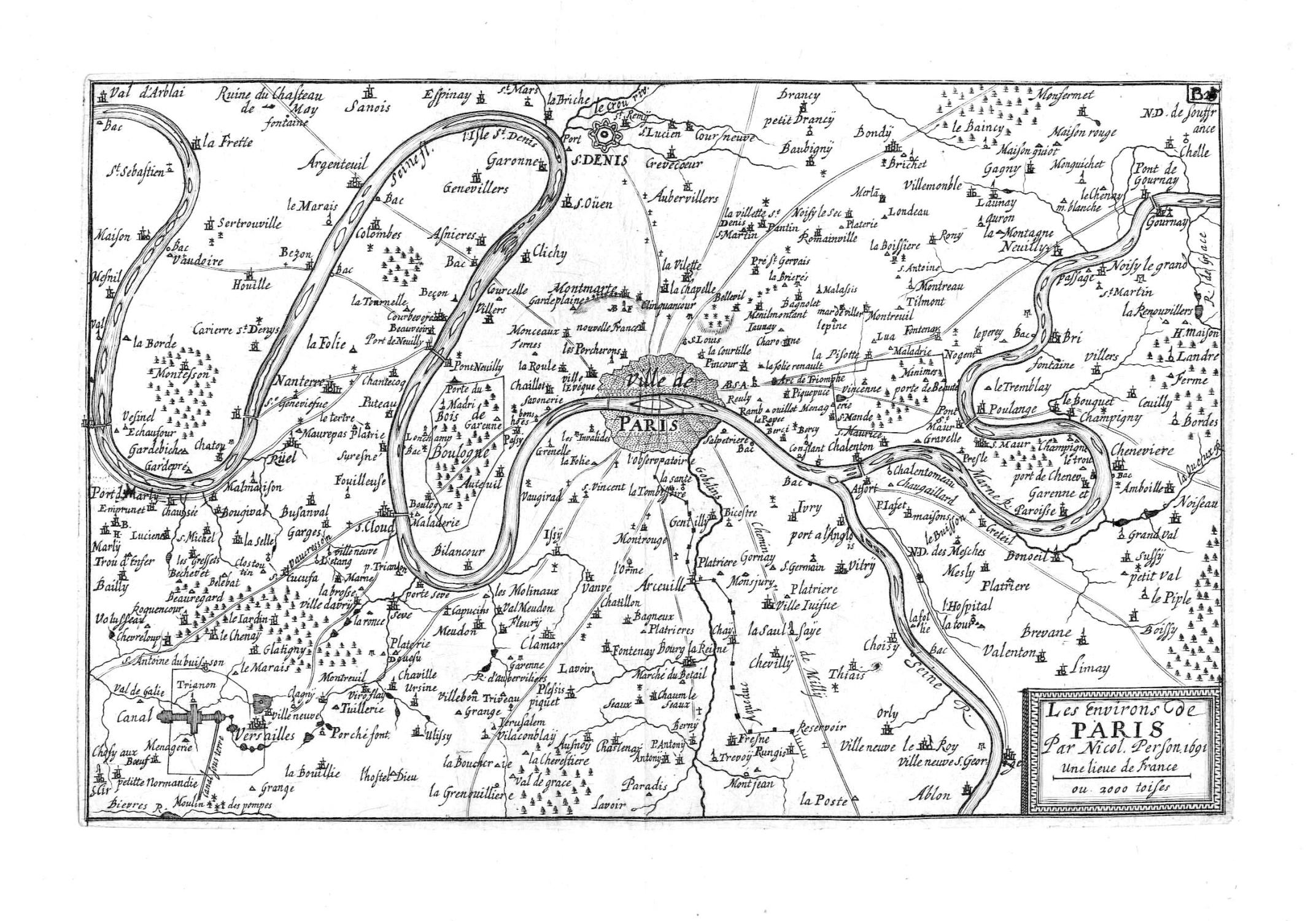
Les Environs de Paris (1691): Eine Karte aus dem Festungsbuch Quotidiani Martis Labores cum specialibus Tabellis von Nikolaus Person

Andere kartographische Arbeiten von Nikolaus Person waren unter anderem die Karten Exactissima Tabula Electoratuum Moguntini Trevirensis, et Palatina ... (1689), Staaten ahm Rhein und Neckar, all wo ein Theil des Bischthumbs Speyer, der Pfaltz, Herzogth. Württemberg ... zu finden (1694) und Archiepiscopatus et Electoratus Moguntini una cum adjacentibus Repraesentatio ... (nach 1704).
Das umfangreichste Werk von Nikolaus Person, wohl schon in Frankreich begonnen, ist aber sicherlich das Festungsbuch Quotidiani Martis Labores cum specialibus Tabellis (1692–1705), in dem über 100 Stadtpläne und Karten enthalten sind, vor allem Städte und Gebiete in Deutschland, aber auch in Frankreich und anderen europäischen Ländern wie zum Beispiel die Befestigungsanlagen von Großwardein in Rumänien. Über den Festungsbau an sich und seinen neuesten Stand hatte er schon 1690 das Werk Ars hodierna Moniendi oder Heutliche Fortification veröffentlicht. Danach folgten dann noch bis etwa 1706 (neben dem Kurmainzer Atlas) noch einige kleinere Werke über Architektur in den verschiedensten Kategorien.
Als Architekt hat Nikolaus Person zusammen mit Maximilian von Welsch (1671–1745) das Lustschloss Favorite in Mainz projektiert und mit seiner Ausführung begonnen. Bauherr dieser umfangreichen Anlage, zu der auch aufwendige Gärten und Wasserspiele gehörten, war der Kurfürst von Mainz Lothar Franz von Schönborn (1655–1729). Die Bauarbeiten begannen 1700 und waren im Wesentlichen 1722 abgeschlossen. — Auch an dem Umbau des Gräflich Schönborn’schen Schlosses Gaibach (1693–1710), ein weiteres Projekt des Kurfürsten, war Nikolaus Person beteiligt und hat dazu eine Schrift (Hortus, et castrum Geibach) verfasst. — Außerdem hat Nikolaus Person auch eine ganze Reihe von Porträts in Kupfer gestochen wie zum Beispiel eines von dem italienischen Arzt Paulus Zacchias (1584–1659).
(Nikolaus Person, von dessen näheren Lebensumständen nichts übermittelt worden zu sein scheint, ruht auf dem Friedhof der Quintinskirche in Mainz.)

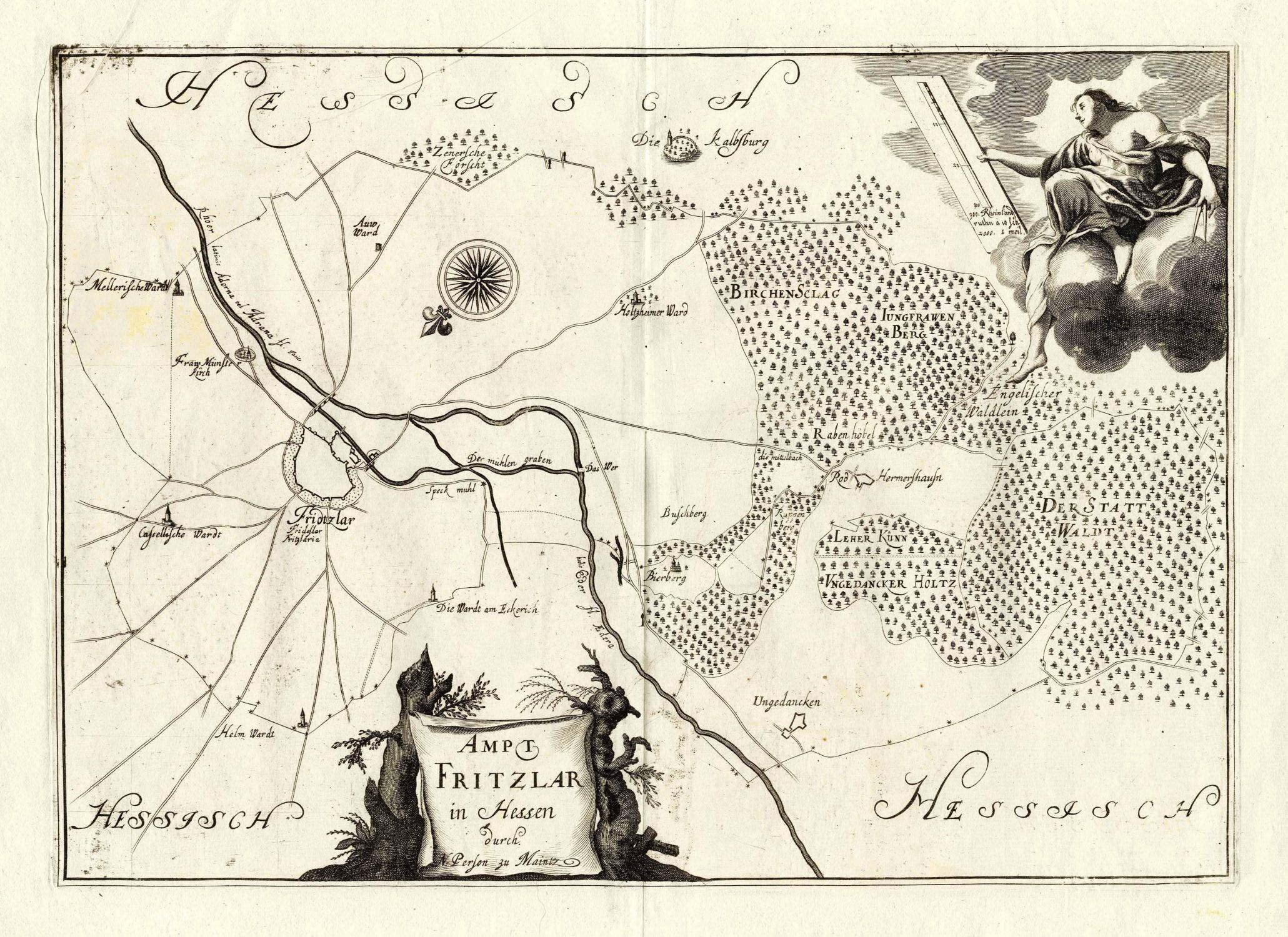
Ampt Fritzlar in Hessen (Kurmainzer Atlas)
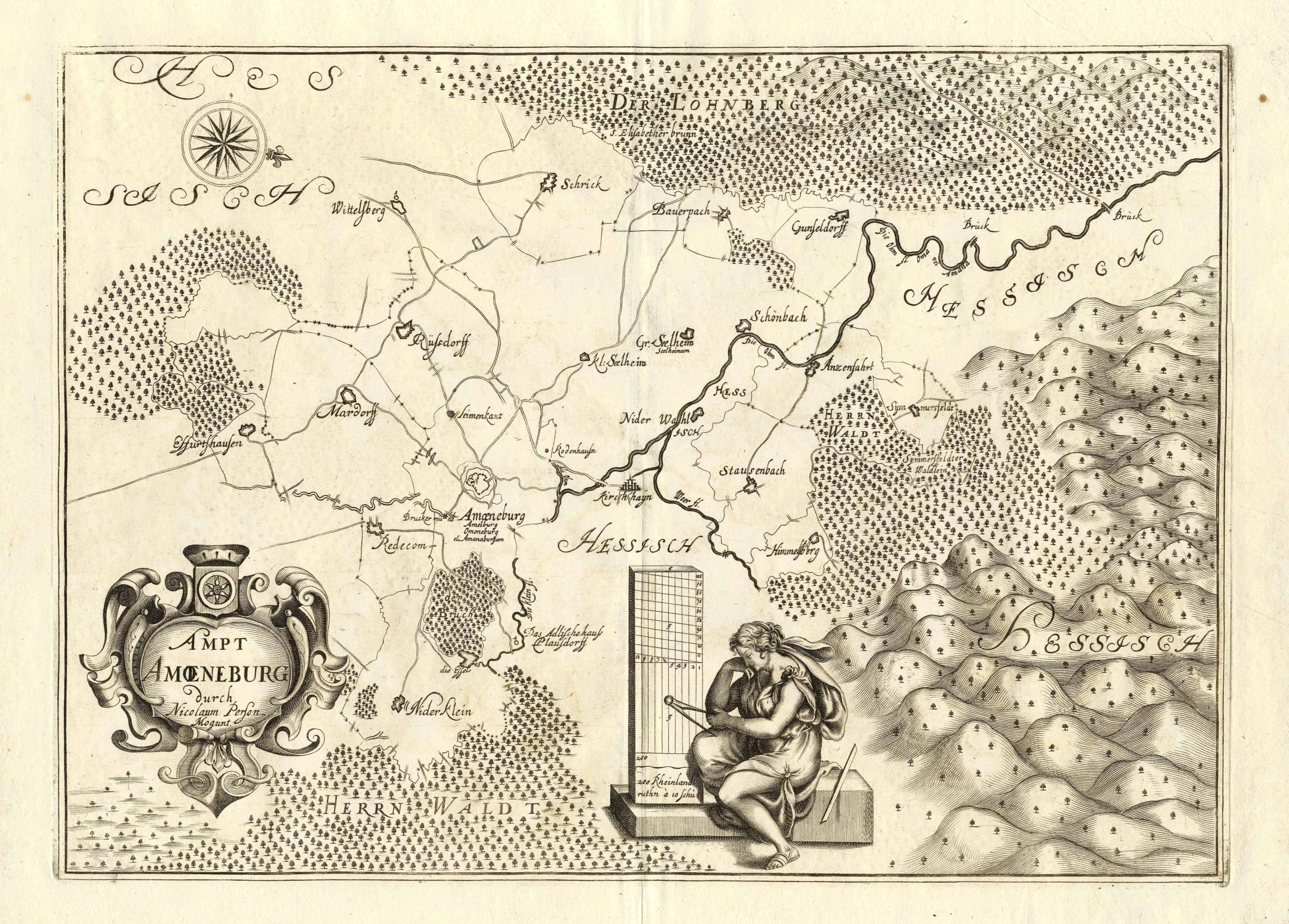
Ampt Amoeneburg (Kurmainzer Atlas)
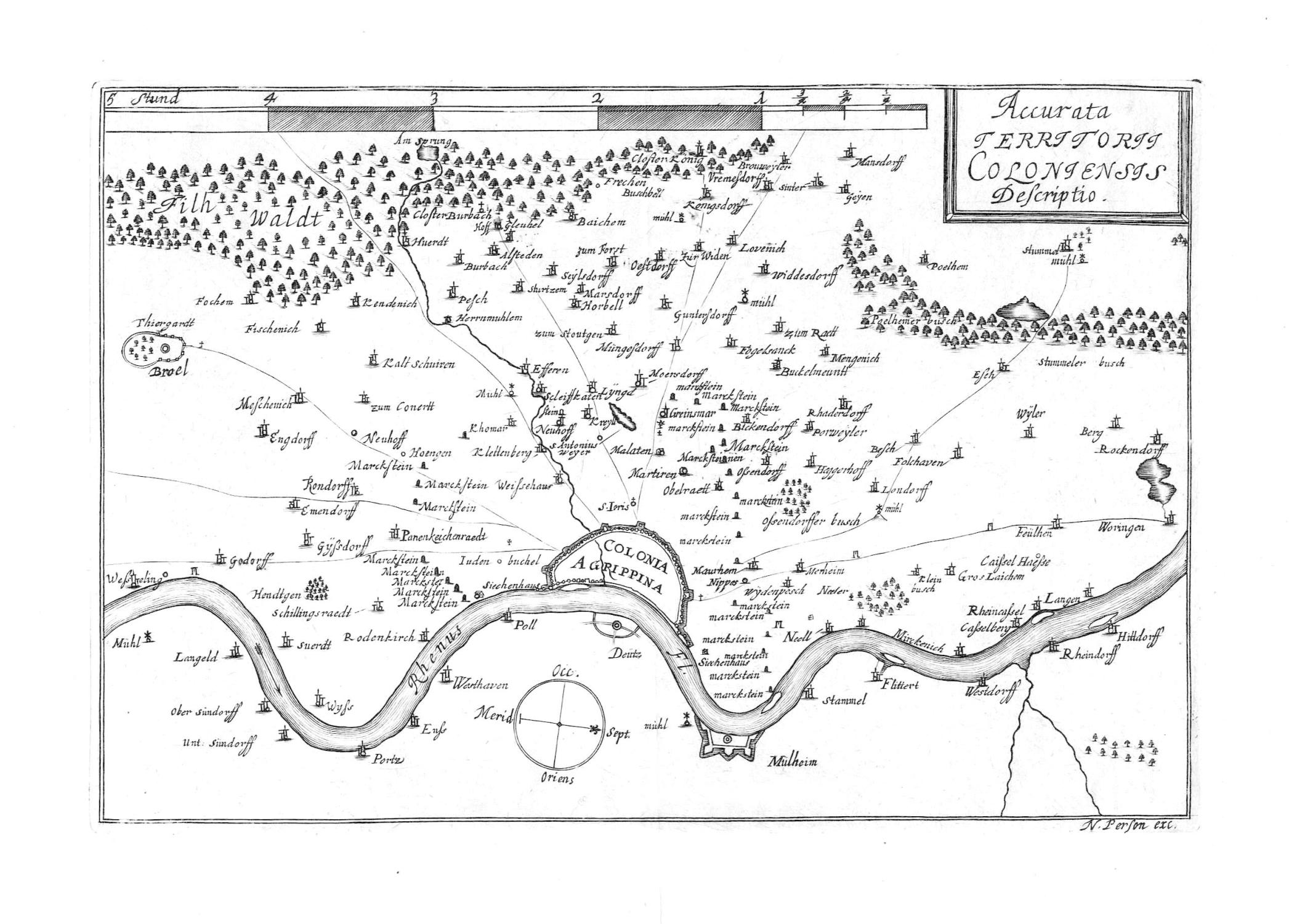
Köln und Umgebung (Festungsbuch)
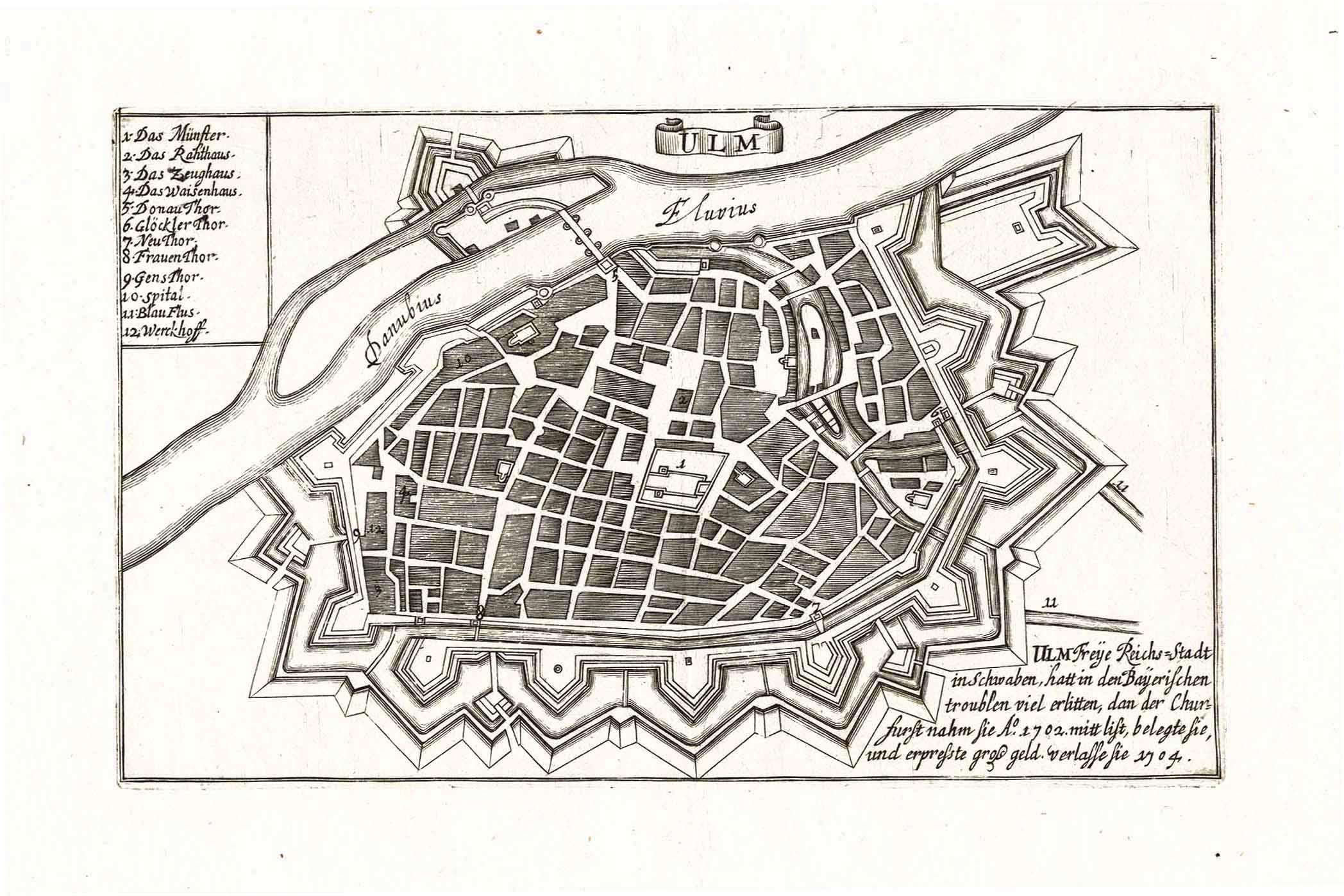
Stadtplan von Ulm (Festungsbuch)

## Rezeption
In ihrem Katalog Landkarten der Pfalz am Rhein 1513–1803 sagen Hellwig/Reiniger/Stopp, dass Nikolaus Person in der wissenschaftlichen wie in der technischen Bewältigung kartographischer Aufgaben eigene Wege ging. Einleitend führen die Autoren aus, dass durch die Erfolge der Arbeiten von Johann Baptist Homann (1664–1724) und Matthäus Seutter (1678–1757) der Name von Nikolaus Person im Rheinland fast in Vergessenheit geraten ist. Und ihre Schlussbetrachtung über Person lautet: Person, der seinen Karten und Plänen eine unverkennbare persönliche Note zu geben wußte, fand [...] kaum Nachahmer, wenn man nicht in Bodenehr’s Kriegstheater-Bänden mit eingestreuten kleinen Umgebungskarten Persons Einfluß erkennen will.
Der deutsche Kartograph und Geograph Ruthardt Oehme (1901–1987) führt aus, dass die Karten von Nikolaus Person sich durch einen kräftigen klaren Strich und eine gewisse künstlerische Gestaltung auszeichnen. Und seine abschließende Beurteilung über Person lautet: Person zählt zu den bedeutenderen Kartographen des 17. Jahrhunderts. Seine großmaßstäblichen Karten gehören mit ihrem Straßennetz, den vielfältigen topographischen Angaben (auf den Mainzer Karten: Zollstöcke, Wachtürme, Glashütten, Ziegelhütten, Mühlen, Eisen-, Kupferhütten, Salzsoden, Warmbäder, Sauerbrunnen, Waldnamen) zu den besten historisch-geographischen Quellen verschiedener deutscher Landschaften.

## Werke (Auswahl)
- Ars hodierna Moniendi oder Heutliche Fortification, Mainz 1690 (56 Seiten)
- Die fünff Säulen der Architectur, Mainz 1691 (10 Seiten)
- Novae Archiepiscopatus Mogutini Tabulae, Mainz 1690/94 (48 Seiten)
- Quotidiani Martis Labores cum specialibus Tabellis, Mainz 1692–1704
- Novi Architecturae Speculi Hortensia, Mainz 1697 (28 Seiten)
- Hortus, et castrum Geibach, Mainz 1697 (? Seiten)
- Novi Architecturae Speculi Mechanica, Mainz 1702 (28 Seiten)
- Novum architecturae speculum, Mainz um 1706 (23 Seiten)